# Стурдза, Василий
Василий Стурдза (молд. и рум. Василе  Стурдза, Vasile Sturdza; 8 ноября 1810, Бырлад — январь 1870, Яссы) — молдавский политический деятель, юрист. Один из трёх каймакамов Молдавского княжества (октябрь 1858 — 5 января 1859), затем премьер-министр Молдавского княжества (1859).

## Биография
Представитель молдавского боярского рода Стурдза. Сын молдавского ворника Константина Стурдзы, владельца Бырлада, и Екатерины Кантакузино.
Получил образование за границей, в 1833 году вернулся в Молдавию, где стал управлять большой семейной собственностью.
В 1849 году он был избран членом дивана в Яссах, а в следующем году занял пост министра общественных работ. В 1856 году был избран президентом Дивана Молдавского княжества, затем стал главой национального банка Молдавии (1857).
В октябре 1858 года после отстранения от власти господаря Николая Вогориде Василий Стурдза возглавил молдавское правительство, став одним и трёх каймакамов (вместе с Анастасие Пану и Стефаном Катарджиу. 20 октября 1858 года каймакамы В. Стурдза и А. Пану отстранили от должности Стефана Катарджиу и назначили на его место Иоана Кантакузина.
В правление князя Александру Иоана Кузы Василий Стурдза занимал должности премьер-министра и министра внутренних дел (17 января 1859 — 6 марта 1859).
С 14 февраля 1862 по 19 октября 1868 года — председатель верховного кассационного суда Румынии. 19 октября 1868 года Василий Стурдза вышел в отставку и ушел с политической жизни.
В январе 1870 года 59-летний Василий Стурдза скончался в Яссах.